# بينك فلويد
بينك فلويد (بالإنجليزية: Pink Floyd)‏ هي فرقة روك تشكلت في لندن عام 1965. تميزت الفرقة، باعتبارها تتبع نمط السايكيديلك روك، بسبب مؤلفاتها الموسيقية الممتدة وتقنية الاختبار الصوتي وكلمات أغانيها الفلسفية والعروض المباشرة الدقيقة على المسرح، وقد أصبحت الفرقة رائدة في نمط البروغرسيف روك. تُعد بينك فلويد واحدة من أكثر الفرق الناجحة تجاريًا والمؤثرة في تاريخ الموسيقى الشعبية. 
تشكلت بينك فلويد على يد الطلاب سيد باريت (الذي كان عازف غيتار ومغنيًا رئيسَا)، ونيك ميسن (الذي كان عازف طبل)، وروجر ووترز (الذي كان عازف باس ومغنيًا)، وريتشارد رايت (الذي كان عازف كيبورد ومغنيًا). أطلقوا أغنيتين مفردتين وألبومًا ناجحًا باسم «ذا بيبر آت ذا غيتس أوف دان» (عازف المزمار مع ضوء الفجر) عام 1967 تحت قيادة باريت. انضم إليهم عازف الغيتار والمغني ديفيد غيلمور في ديسمبر 1967؛ وغادر باريت في أبريل 1968 بسبب تدهور صحته العقلية. أصبح ووترز كاتب الأغاني الرئيس والقائد الأساسي للفرقة، واضعًا المفاهيم التي أسست لألبومات «ذا دارك سايد أوف ذا مون» (الجانب المظلم من القمر) عام 1973، و«وش يو وير هير» (أتمنى لو كنتَ هنا) عام 1975، و«أنيملز» (حيوانات) عام 1977، و«ذا وول» (الجدار) عام 1979، و«ذا فاينل كت» (الجرح الأخير) عام 1983. ألّفت الفرقة أيضًا العديد من الموسيقى المؤفلمة.
غادر رايت بينك فلويد عام 1979 بسبب ضغوط شخصية، تبعه ووترز عام 1979. استمر غليمور وميسن فقط مع بينك فلويد، وقد انضم إليهم رايت من جديد. أنتج الثلاثة ألبومان إضافيان، هما «أ مومنتري لبس أوف ريزن» (هفوة خاطفة في العقل) عام 1987، و«ذا ديفيجن بيل» (جرس الانقسام) عام 1994، وقد عزفوا الألبومين في جولات حول العالم قبل أن يدخلوا فترة طويلة من عدم النشاط. عاد جميع الأعضاء ما عدا باريت ليتجمعوا من جديد عام 2005 لأداء عرض لمرة واحدة ضمن حفلات حدث الوعي العالمي «لايف 8». توفي باريت عام 2006، وتوفي رايت عام 2008. استند ألبوم بينك فلويد الأخير الذي حمل اسم «ذا إندليس ريفر» (النهر الأبدي) الذي صدر عام 2014 على موسيقى لم تُنشر من تسجيلات ألبوم «ذا ديفجن بيل».
كانت بينك فلويد واحدًا من أوائل فرق السايكدلي روك البريطانية، وقد عزفت متأثرةً بموسيقى البروغرسيف روك وموسيقى الأمبينت. ترأست أربعة ألبومات ترتيب التسجيلات في الولايات المتحدة والمملكة المتحدة: كانت أغنيتا «سي إيملي بلي» (شاهد إيملي بلي) التي صدرت عام 1967، و«أنذر بريك إن ذا وول، بارت 2» (لبِنة أخرى في الجدار، الجزء الثاني) هما الأغنيتان المفردتان الوحيدتان اللتان وصلتا إلى قائمة أفضل عشر أغاني في كل بلد حول العالم. أُدخلت الفرقة إلى الصالة الفخرية للروك آند رول عام 1996 وقائمة مشاهير موسيقى المملكة المتحدة عام 2005. باعوا أكثر من 250 مليون تسجيل حول العالم بحلول عام 2013، وقد تصدر ألبوما «ذا دارك سايد أوف ذا مون» و«ذا وول» (الجدار) قائمة أفضل الألبومات مبيعًا في التاريخ.

## التاريخ

### «ذا دارك سايد أوف ذا مون»

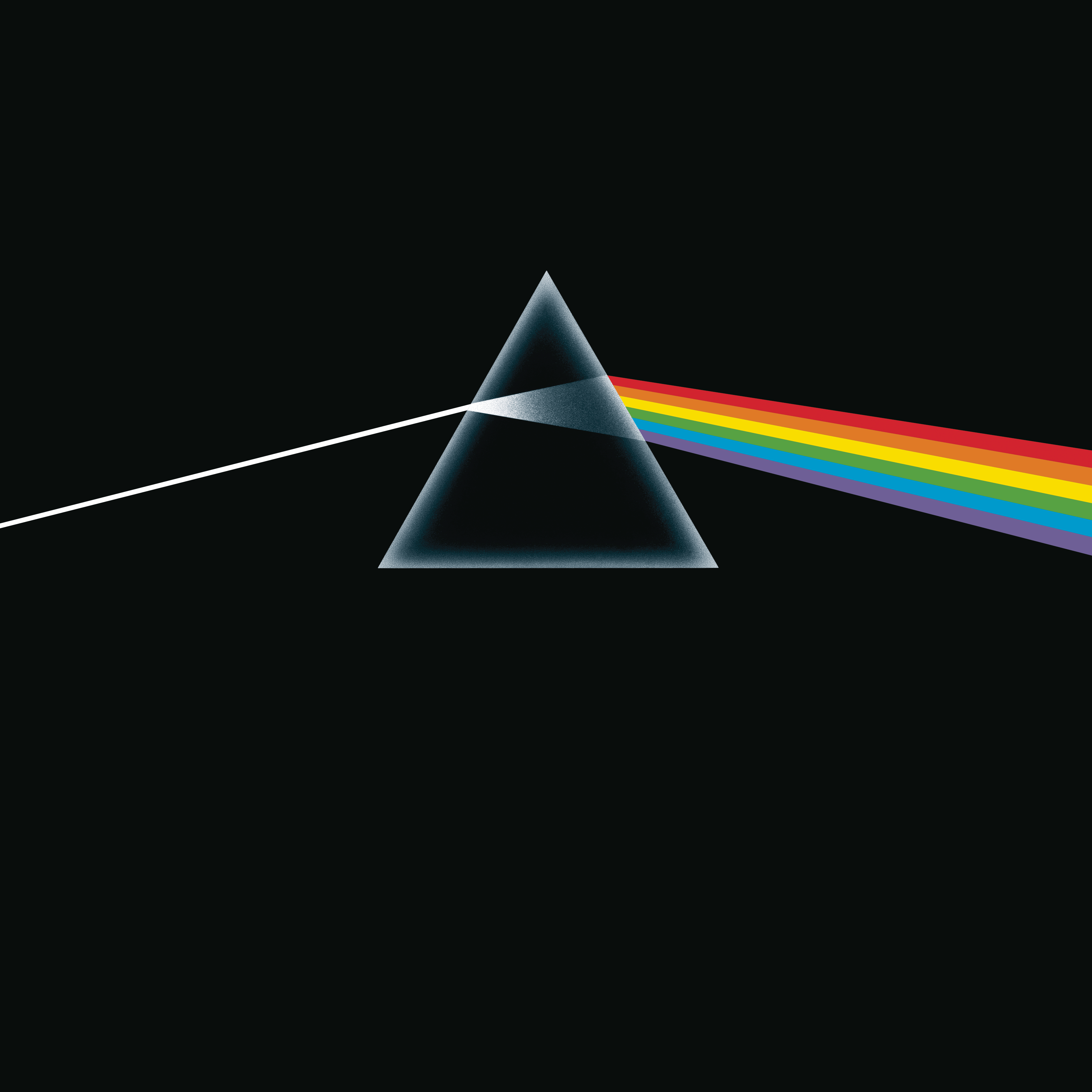
يعود فضل تصميم الغلاف الأيقوني لألبوم ذا دارك سايد أوف ذا مون لمجموعة هيبغنوسيس وجورج هاردي.

سجلت بينك فلويد ألبوم «ذا دارك سايد أوف ذا مون» بين مايو 1972 ويناير 1973 بالتعاون مع مهندس مجموعة إيمي المحدودة ألان بارسونس. يُعد عنوان الألبوم إشارة إلى الخبل والجنون أكثر مما هو إشارة إلى علم الفلك. ألفت الفرقة وحسنت موسيقى الألبوم بينما كانت تنتقل في جولات حول المملكة المتحدة واليابان وأمريكا الشمالية وأوروبا. عيّن المنتج كريس توماس ألان بارسونس في العمل. صممت مجموعة هيبنوسيس الفنية حزم الألبوم، التي تضمن الإشارة الرمزية إلى موشور جورج هاردي في شعار الألبوم. يتميز الشعار الذي صممه ستورم ثورغرسون بشعاع من الضوء الأبيض، يمثل الاتحاد، ويمر عبر الموشور الذي يمثل المجتمع. يرمز الشعاع المنكسر من الضوء الملون إلى تلاشي الاتحاد، تاركًا عالمًا دون اتحاد. يُعد ووترز هو كاتب الأغاني الوحيد للألبوم.
حظي الألبوم بنجاح فوري بعد صدوره، بتصدره قائمة بيلبورد 200 لأسبوع واحد وبقاءه على قوائم الألبومات الأكثر مبيعاً لمدة 741 أسبوع (من 1973 حتى 1988)، وتُقدر عدد النسخ المُباعة بنحو 50 مليون نسخة، ويعد بذلك أنجح ألبومات بينك فلويد تجارياً وواحد من أعلى الألبومات مبيعاً في جميع أنحاء العالم. تم عمل نسختي ريماستر بالإضافة لإعادة إصدار الألبوم مرتين.

### «ويش يو وير هير»
عادت بينك فلويد إلى الاستوديو في يناير 1975، بعد جولة في المملكة المتحدة عزفت فيها «دارك سايد أوف ذا مون»، وبدأوا العمل على ألبومهم التاسع، الذي حمل اسم «وش يو وير هير». رفض بارسونس عرضًا لمواصلة العمل معهم، وأصبح ناجحًا مع فرقته الخاصة التي حملت اسم «ذا ألان بارسونس بروجيكت» (مشروع ألان بارسونس)، وهكذا انتقلت الفرقة للتعامل مع برايان همفريز. وجدوا في البداية صعوبة في تأليف موسيقى جديدة؛ إذ ترك نجاح ألبوم «ذا دارك سايد أوف ذا مون» بينك فلويد مستنزفة جسديًا وعاطفيًا. وصف رايت في وقت لاحق هذه الأوقات المبكرة أنها مثل «الوقوع في فترة صعبة» ووجدها ووترز «ملتوية». كان غيلمور أكثر اهتمامًا بتحسين الموسيقى الحالية للفرقة. ترك الزواج الفاشل ميسن في حالة من الضيق العام وبشعور من اللامبالاة، وقد أثر كلاهما في قدرته على قرع الطبول.

### «أنيمالز»

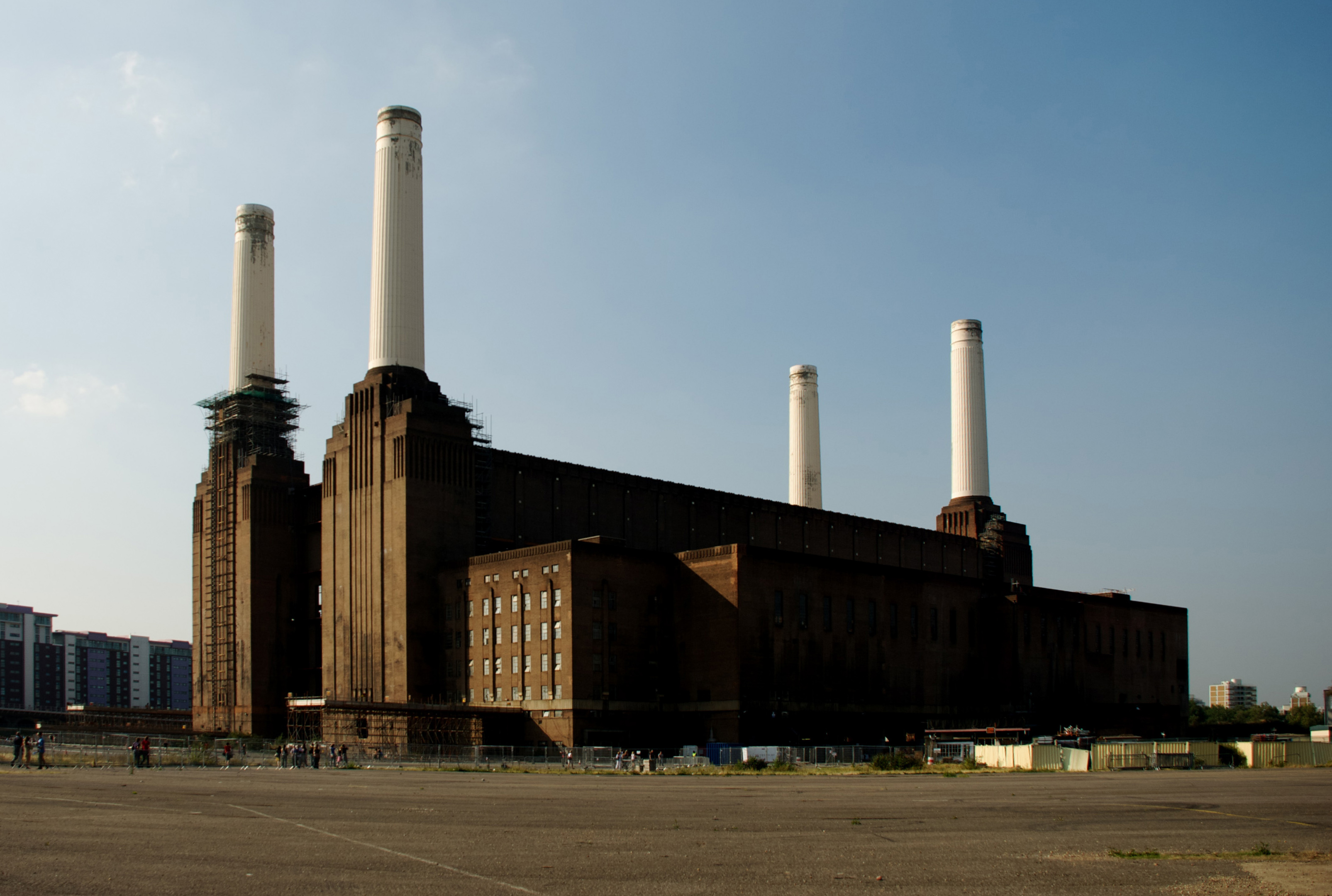
محطة باترسي التي تظهر على غلاف ألبوم "أنيمالز"

اشترت بينك فلويد عام 1975 مجموعة من ثلاثة طوابق من قاعات الكنيسة في استوديوهات «بريتانيا راو 35» في إيسلنغتون، وبدأت بتحويل المبنى إلى استوديو تسجيل ومساحة تخزين. في عام 1976، سجلوا ألبومهم العاشر، الذي يحمل اسم «إنيملز» والمكون من 24 أغنية. نشأ مفهوم الحيوانات مع ووترز، وهو مبني على أساس رواية جورج أورويل السياسية، مزرعة الحيوان. وصفت كلمات الألبوم فئات مختلفة من المجتمع مثل الكلاب والخنازير والأغنام. حصلت مجموعة هيبنوسيس على الحق في تصميم حزم ألبوم «إنميلز»، واختيرت صورة لمحطة كهرباء باترسي القديمة، التي وضعوا عليها صورة خنزير.

### «ذا ديفيجن بيل»

صمَّمَ ستورم ثورغيرسون غلاف ألبوم "ذا ديفيجن بيل" والمراد به تمثيل غياب باريت ووترز عن الفرقة.

شغل أعضاء بينك فلويد أنفسهم بالأعمال الشخصية لسنوات عدة، مثل التصوير والمشاركة في سباق لا كاريرا باناميريكانا وتسجيل موسيقى تصويرية لفيلم يستند على إحدى الوقائع. بدأوا العمل في يناير 1993 على الألبوم الجديد، وعادوا إلى استوديوهات بريتانيا راو، حيث عمل غيلمور مع ميسن ورايت عدة أيام بشكل تعاوني على ارتجال الموسيقى. كان لدى الفرقة أفكار كافية لبدء تأليف الموسيقى بعد أسبوعين. عاد إيزرين للمشاركة في إنتاج الألبوم وانتقل إلى مدينة أستوريا، حيث عملوا في الفترة من فبراير إلى مايو 1993 على حوالي 25 فكرة.

## اختيار اسم الفرقة
في مقابلة سويدية من سبتمبر 1967، شرح سيد باريت أن "اسم بينك فلويد جاء من اثنين من مغني البلوز من ولاية جورجيا، الولايات المتحدة – بينك أندرسون وفلويد كاونسل". في نفس الوقت، لكن في مقابلة أخرى، فسر روجر ووترز الاسم قائلًا إنه "يبدو اسمًا جيدًا لنا. هو في الحقيقة مجرد علامة تسجيل. إنه أفضل من أن نسمي أنفسنا CCE338 أو شيء من هذا القبيل." في الواقع، كان مغني البلوز الذين أشار إليهم سيد باريت ينتمون إلى كارولاينا الجنوبية وكارولاينا الشمالية على التوالي، وقد تم اختيار الاسم من ملاحظات الألبوم التوثيقي لمجموعة "بلايند بوي فاولر".

## الإرث
تُعد بينك فلويد واحدة من أكثر الفرق الناجحة تجاريًا والمؤثرة في تاريخ الموسيقى الشعبية. باعت الفرقة أكثر من 250 مليون ألبوم مسجل حول العالم، بما في ذلك 75 مليون وحدة موثقة في الولايات المتحدة، و37.9 مليون ألبوم بيعت في الولايات المتحدة منذ عام 1993. صنفت قائمة صنداي تايمز للأغنياء مليونيرات الموسيقى في المملكة المتحدة لعام 2013، وقد جاء ووترز في المرتبة 12 مع ثروة تقدر بنحو 150 مليون جنيه إسترليني، وغليمور في المرتبة 27 برصيد 85 مليون جنيه إسترليني، وميسن في المرتبة 37 برصيد 50 مليون جنيه إسترليني.

## الألبومات
- 1967: The Piper at the Gates of Dawn
- 1968: A Saucerful of Secrets
- 1969: More
- 1969: Ummagumma
- 1970: Atom Heart Mother
- 1971: "ميدل"
- 1972: "اوبسكيورد باي كلاودز"
- 1973: "ذا دارك سايد أوف ذا مون"
- 1975: "ويش يو وير هير"
- 1977: "أنيمالز"
- 1979: "ذا وول"
- 1983: The Final Cut  [لغات أخرى]‏
- 1987: A Momentary Lapse of Reason
- 1994: "ذا ديفيجن بيل"
- 2014: "ذا إندليس ريفر"

## أنظر أيضًا
- سيد باريت
- روجر ووترز
- بينك أندرسون
- فلويد كاونسل

## وصلات خارجية
- بينك فلويد على موقع IMDb (الإنجليزية)
- بينك فلويد على موقع ميتاكريتيك (الإنجليزية)
- بينك فلويد على موقع الموسوعة البريطانية (الإنجليزية)
- بينك فلويد على موقع روتن توميتوز (الإنجليزية)
- بينك فلويد على موقع ألو سيني (الفرنسية)
- بينك فلويد على موقع ميوزك برينز (الإنجليزية)
- بينك فلويد على موقع رولينغ ستون (الإنجليزية)
- بينك فلويد على موقع أول ميوزيك (الإنجليزية)
- بينك فلويد على موقع ديسكوغز (الإنجليزية)
- الموقع الرسمي نسخة محفوظة 18 مارس 2009 على موقع واي باك مشين. (بالإنجليزية)